# Sivry-Ante
Sivry-Ante – miejscowość i gmina we Francji, w regionie Grand Est, w departamencie Marna.
Według danych na rok 1990 gminę zamieszkiwało 177 osób, a gęstość zaludnienia wynosiła 8 osób/km².

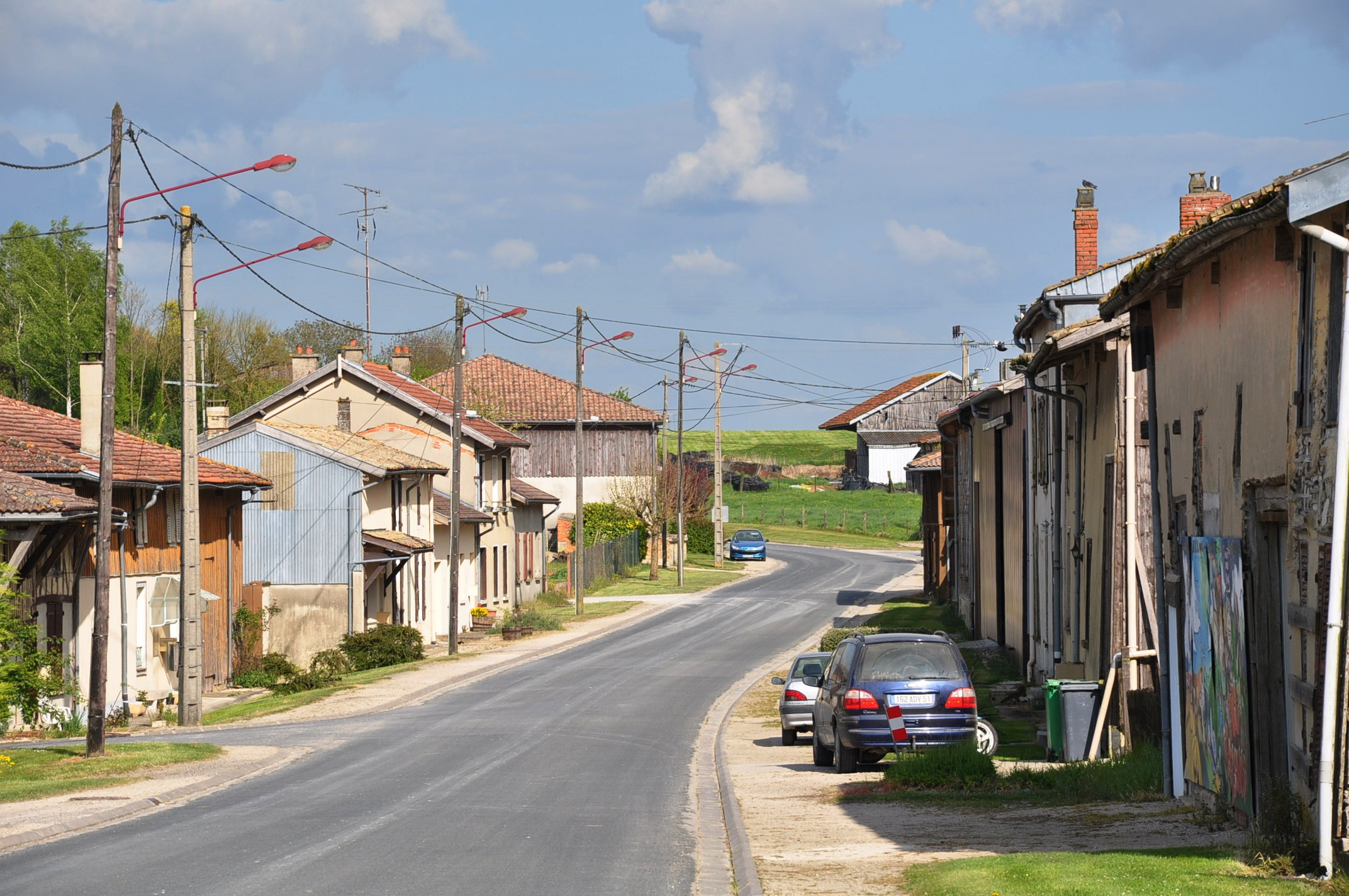
Sivry
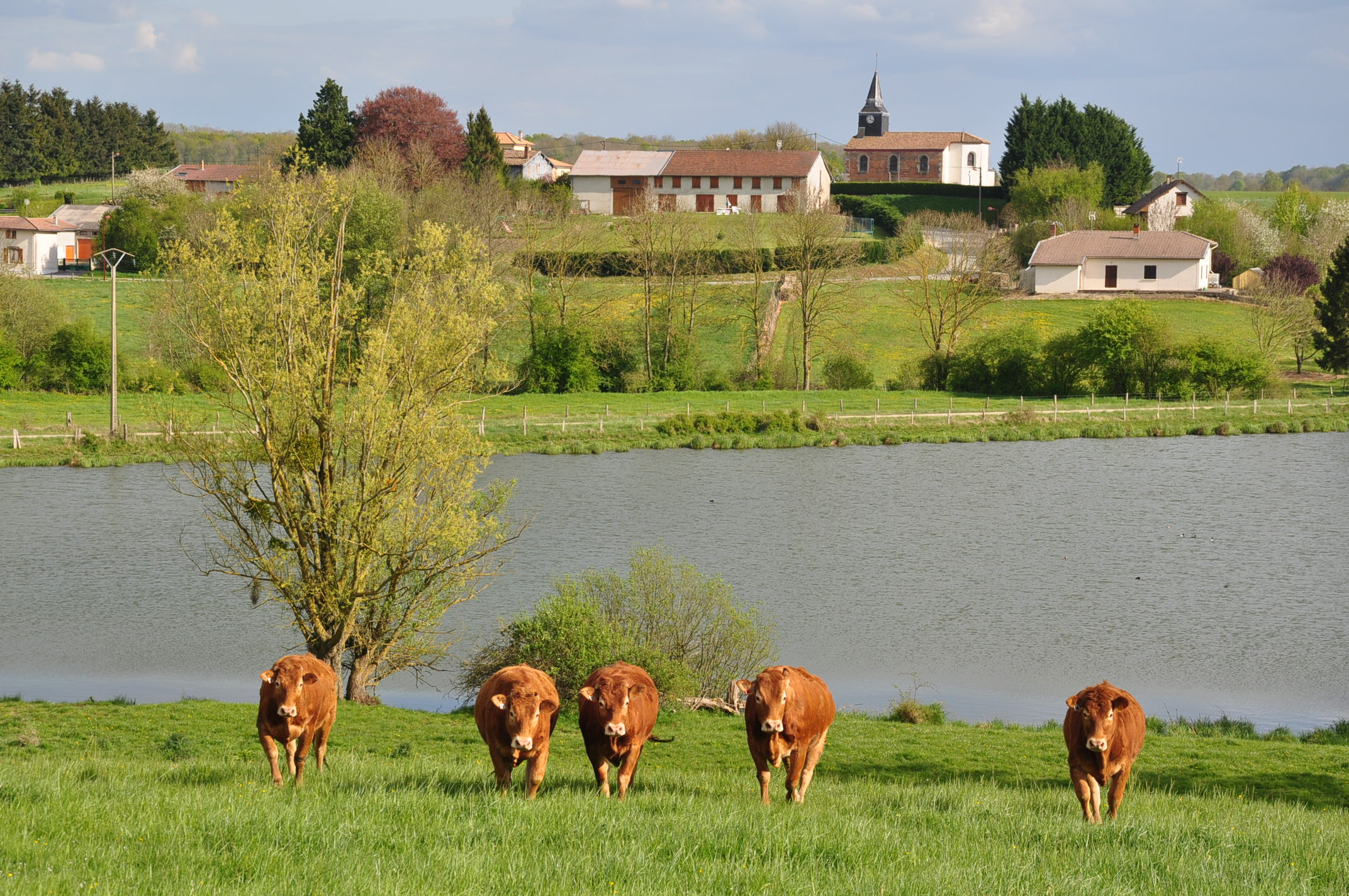
Ante